# Pavel Steidl
Pavel Steidl (* 24. červen 1961 Rakovník) je český kytarista.

## Životopis
Pavel Steidl se narodil v Rakovníku. Na kytaru začal hrát v osmi letech a jeho prvním učitelem byl jeho bratr. Vystudoval pražskou konzervatoř, kde ho učili mimo jiné Milan Zelenka a Arnošt Sádlík. Ve studiu pokračoval na pražské Akademii múzických umění, tam jej vedl uznávaný kytarový virtuos Štěpán Rak. Mimo klasického studia sbíral Pavel Steidl zkušenosti také návštěvami mistrovských tříd, které vedli David Russell a Abel Carlevaro. Další cenné zkušenosti získal účastí v mnoha soutěžích a na řadě hudebních festivalů.
Roku 1982 se stal vítězem soutěže Radio France de Paris. Tento úspěch mu definitivně otevřel cestu k budování mezinárodní kariéry. Koncertoval ve více než třiceti zemích světa (Kanada, Kuba, Španělsko, Polsko, Rakousko, Kostarika, Guatemala, Austrálie, Japonsko, Spojené království, Mexiko a mnoho dalších). Nahrál mnoho skladeb světového repertoáru a českých skladatelů nejen minulosti, ale i 20. století. Pavel Steidl také komponuje a svými skladbami často obohacuje svůj koncertní repertoár. Italský časopis Guitart zařadil jeho jméno mezi osm nejdůležitějších světových kytaristů roku 2003 a o dva roky později obdržel cenu Classical Guitar Award 2005.

## Hudba
Hraje skladby ze svého rozsáhlého repertoáru klasické kytarové hudby od nejstarší až po současné a své vlastní skladby. Vystupuje ve známých koncertních sálech po celém světě a spolupracuje s řadou hudebních vydavatelství. Italský časopis Guitart jej roku 2003 zařadil mezi osm pozoruhodných kytarových interpretů.

## Diskografie
- Hudební Mládí, Supraphon, 1983
- Týden Nové Tvorby, Panton, 1984
- Pavel Steidl – Debut, Panton, 1985
- Guitar / Music of the 18 th and 19 th centuries, Panton, 1993
- Masters of the Czech Classical Guitar, Pehy, 1994
- Když mám nohy o měsíc opřený, Panton, 1994
- Cantabile (s Janem Opšitošem – housle), Erasmus, 1995
- L. Legnani – 36 caprices op. 20, Fantasia op.19, Naxos 1998/Cat.8.554198
- N.COSTE – Guitar Music Vol.3, Naxos 2000 / Cat.8.554353N
- Paganini – Sonate&Ghiribizzi for guitar, Frame, 2001 (Italy)
- J. K. Mertz – Bardeklange, Frame, 2003 (Italy)
- Don Miquel Ruiz – Čtyři dohody, audiokniha, Tympanum, 2009

## Ocenění
- 1982 – 1. místo v mezinárodní kytarové soutěži Radio France v Paříži
- 2005 – Classical Guitar Award